# Joc d'heroïnes
Joc d'heroïnes (ヒロインズゲーム, Hiroinzu Gēmu) és una sèrie de manga escrita i il·lustrada per Tabasa Iori. Es va serialitzar del 9 d'agost de 2017 al 9 de maig de 2019 a la revista Go Go Bunch de l'editorial Shinchosa i consta de tres volums. El manga ha estat traduït al català.
Aquest manga representa les princeses de diferents contes de fades d'una manera fosca. Els diferents contes són revisitats, són l'escenari d'un joc d'assassinats. Les princeses s'han d'enfrontar ronda rere ronda en cruels combats d'una violència increïble. És un manga ple d'acció, situacions macabres, amb un ambient de thriller i mostra una altra faceta de la narració a la qual normalment no se'n fa cas.

## Argument
L'Alícia és una ídol molt estimada. Tothom l'adora i és una de les millors, però no té cor. És cruel, no dubta a trepitjar la gent que li impedeix d'arribar al cim. Tanmateix, l'Alícia es mor i es troba perduda en un bosc fosc i malvat, on un conill li ofereix un contracte. El repte: un contra tots, sobreviure a qualsevol preu per tenir l'oportunitat d'escapar d'aquest malvat conte i veure com els seus desitjos es fan realitat. El perquè han estat "convidades" a participar en aquest joc macabre és un misteri, però. L'Alícia, la Caputxeta Vermella i la Blancaneu són algunes de les participants.

## Publicació
Al Saló del Manga de Barcelona de 2022, l'editorial Kaji Manga va anunciar que publicaria el manga en català de cara al 2023, amb el títol El joc de les heroïnes. Finalment es va començar a publicar el 30 de març de 2023 amb el nom de Joc d'heroïnes. Joc d'heroïnes també és un dels primers mangues publicats en basc.
| Volum | ISBN                   | Data de publicació  |
| --- | ---------------------- | ------------------- |
| 1 | ISBN 978-84-19477-17-0 | 30 de març de 2023  |
| L’Alícia, una ídol, es desperta de sobte en un bosc que no coneix. Mentre hi vaga, ensopega amb una noia que té un braç de bèstia gegantí i duu una caputxa de color roig. Es diu Caputxeta Vermella. És llavors quan descobreix que es troba perduda en un bosc on les heroïnes a els contes de fades es maten entre elles... |                        |                     |
| 2 | ISBN 978-84-19477-18-7 | 11 de maig de 2023  |
| El cruel destí ha dut les protagonistes dels contes de fades a participar en el Joc d’Heroïnes, un enfrontament a vida o mort. A la meitat del combat, la nostra protagonista es transforma en l’Alícia de Cors i comença a atacar la resta de les noies a tort i a dret. D’altra banda, la Sireneta li salva la vida a la Caputxeta Vermella dins d’una torre molt alta, que es converteix en el camp de batalla d’una nova partida... |                        |                     |
| 3 | ISBN 978-84-19477-19-4 | 6 de juliol de 2023 |
| El cruel destí ha dut les protagonistes dels contes de fades a participar en el Joc d’Heroïnes, un enfrontament a vida o mort. La Caputxeta Vermella, que participa per reviure la seva àvia morta, és engolida per la gelosia de la Sireneta, mentre l’Alícia de Cors es transforma en una de les heroïnes i es descobreix quina és la seva història...                                                                                |                        |                     |